# Jean-François Bonnafoux
Jean-François Bonnafoux, né en 1801 et mort en 1875 à Guéret, en Creuse, est un érudit français. Conservateur de bibliothèque à Guéret, puis conservateur du musée de Guéret, il a produit une œuvre d’érudit dans le domaine des sciences naturelles, de l’archéologie, de l’histoire, du folklore ; toutes ces recherches ont été consacrées à Guéret et à sa région.

## Conservateur de musée – érudit limousin

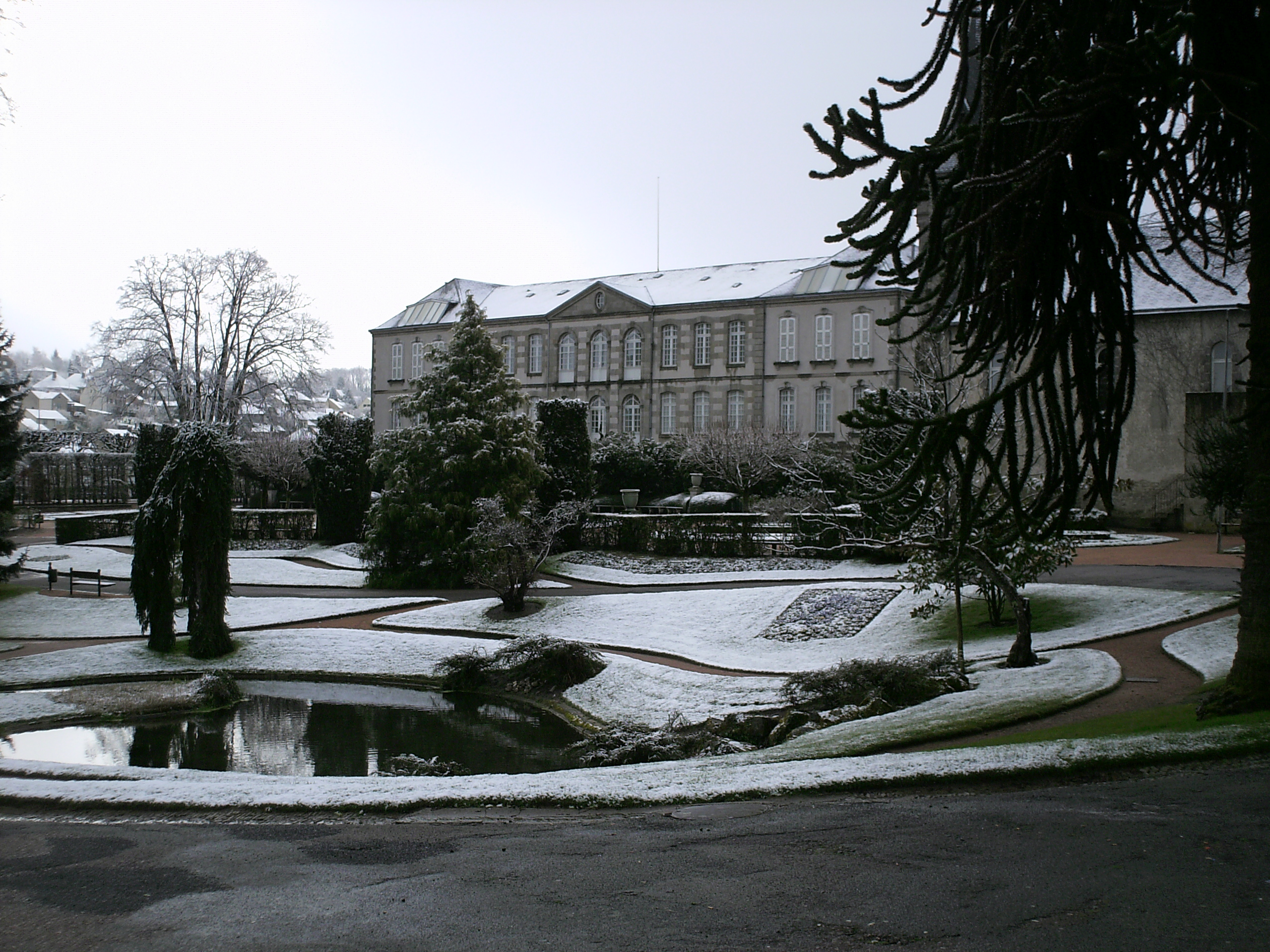
Le Musée de la Sénatorerie, à Guéret, dont Jean-François Bonnafoux a été le conservateur de 1838 à 1849.

Jean-François Bonnafoux est né à Guéret le 1er mars 1801. Il appartenait à un milieu bourgeois cultivé mais peu aisé. II a été bibliothécaire à la bibliothèque municipale de Guéret. Il a fondé, avec quelques autres érudits de Guéret, la Société des Sciences naturelles et d'antiquités de la Creuse, en 1832. Il a occupé la charge de conservateur du musée de Guéret de 1838 à 1849.
Dans les années 1848-1849, Jean-François Bonnafoux est entré en conflit avec le maire de Guéret ; à partir de ce moment-là, il a cessé de publier dans les Mémoires de la Société. Il a écrit des articles dans des journaux locaux. Il a également rédigé des cahiers qui n’ont pas été publiés ; dans ces cahiers, on trouve des informations historiques, des légendes populaires, des données sur les sciences naturelles ; on y trouve aussi des remarques et des réflexions sur la société que côtoie Jean-François Bonnafoux à Guéret.
Dans ses recherches savantes, l’érudit guérétois s'est intéressé à l'histoire naturelle, à l'archéologie, à l’histoire, au folklore.
Jean-François Bonnafoux est mort à Guéret, le 13 décembre 1875.

## Les publications de l’érudit guérétois
Parmi les textes publiés par Jean-François Bonnafoux, citons « Erpétologie de la Creuse » pour les sciences naturelles, « Archéologie de la Creuse » pour l’archéologie, « Notice pour servir à l'histoire de la ville de Guéret » pour l’histoire.
L’érudit limousin a fait des communications dans des revues savantes, dans des congrès, dans des journaux ; citons ses communications sur les monuments de la Creuse à la Revue des Sociétés savantes ; citons également sa participation au congrès archéologique de Guéret en 1865 ; citons enfin ses textes publiés dans Le Conciliateur, ou bien L’Écho de la Creuse. Ainsi, des textes qui ont été ensuite publiés dans l’ouvrage Légendes et croyances superstitieuses conservées dans le département de la Creuse ont été préalablement publiés sous forme d'articles dans L'Écho de la Creuse.
Dans le domaine des contes, des légendes, des traditions, Jean-François Bonnafoux s'est attaché à recueillir, pour que ces contes, légendes, traditions puissent être perpétués, des récits de la région de Guéret ; ces récits ont été publiés dans deux ouvrages : Légendes et croyances superstitieuses, conservées dans le département de la Creuse », publié en 1867 ; Fontaines celtiques consacrées par la religion chrétienne, sources merveilleuses, coutumes superstitieuses et légendes diverses, recueillies pour la plupart dans le département de la Creuse, publié en 1874.
Bonnafoux a résumé ainsi la pensée qui le guidait dans ses travaux de folkloriste[réf. nécessaire] :
« Aujourd'hui que la politique et les idées spéculatives absorbent toutes les pensées ; lorsque la poésie et les souvenirs des temps passés se masquent du badigeon épais du matérialisme, il est temps de rappeler la tradition, mère des récits populaires. Et pour apprendre bien des choses à ce sujet, nous allons nous transporter pour un instant au milieu d'une réunion de bons villageois, gens simples et crédules, dont l'esprit naïf n'a pas encore subi l'influence d'une civilisation trop avancée ».

## Une légende extraite des œuvres de J.-F. Bonnafoux
LA CROIX BONNYAUD
« C'était à Guéret; par une belle soirée d'hiver, la croix de pierre qui se voit à l'angle de la maison Bonnyaud, à l'entrée du faubourg de Limoges, s'illumina comme par magie, et montra à son sommet une effrayante tête de mort qui jetait feu et flammes par la bouche, par le nez, par les yeux et par les oreilles ; personne n'osait plus passer par là, et l'on attendait toujours que l'affreuse vision se fut dissipée pour rentrer chez soi, mais l'apparition persista si longtemps que les habitants du faubourg de Limoges qui étaient allés veiller chez leurs parents ou leurs amis de la ville ou des autres faubourgs, se virent forcés de coucher où ils se trouvaient, et que leur exemple fut suivi par ceux de la ville qui étaient emprisonnés dans le faubourg de Limoges. Le sujet de cette grande frayeur, qui mit la perturbation parmi les citoyens de toute une cité, et causa une émotion générale en interrompant brusquement la circulation entre les divers quartiers, était tout bonnement une citrouille évidée et découpée à jour, dans laquelle un esprit fort avait mis une chandelle allumée ! »
(ce texte est disponible sur le site Internet de "hathitrust digital library": http://babel.hathitrust.org/cgi/pt?id=hvd.hxcl26#page/7/mode/1up ; ce texte figure dans le recueil intitulé « Légendes et croyances superstitieuses, conservées dans le département de la Creuse », publié en 1867)

## Œuvres

### Travaux hors du domaine du conte
(ne sont indiqués ici que quelques-uns des textes publiés par Jean-François Bonnafoux dans des journaux ou des revues)
- Jean-François Bonnafoux, « Notice pour servir à l'histoire de la ville de Guéret », Mémoires de la Société des Sciences Naturelles, Archéologiques et Historiques de la Creuse, tome 1 (1844), page 37.
- Jean-François Bonnafoux, « Erpétologie de la Creuse », Mémoires de la Société des Sciences Naturelles, Archéologiques et Historiques de la Creuse, tome 1 (1845), page 13.
- Jean-François Bonnafoux, « Archéologie de la Creuse », Mémoires de la Société des Sciences Naturelles, Archéologiques et Historiques de la Creuse, tome 1 (1847), page 72.

### Ouvrages liés au domaine du conte
- Jean-François Bonnafoux, Légendes et croyances superstitieuses, conservées dans le département de la Creuse, Guéret, Vve Bétoulle, 1867
- Jean-François Bonnafoux, Fontaines celtiques consacrées par la religion chrétienne, sources merveilleuses, coutumes superstitieuses et légendes diverses, recueillies pour la plupart dans le département de la Creuse, Guéret, S. l., 1874

## Sources
- Amédée  Carriat, Dictionnaire bio-bibliographique des auteurs du pays creusois et des écrits le concernant : des origines à nos jours, Guéret, Impr. Lecante & les Presses du Massif Central, 1964-1976
- Louis Duval, Esquisses marchoises, superstitions et légendes, histoire et critique, Paris, Champion, 1879